# 2011-es Kentucky Indy 300
A 2011-es Kentucky Indy 300 volt a 2011-es Izod IndyCar Series szezon tizenhatodik futama. A versenyt 2011. október 2-án rendezték meg a Kentuckyban található Kentucky Speedway-en. A versenyt az Versus közvetítette.

## Nevezési lista
| Csapat                          | Első pilóta | Első pilóta           | Második pilóta | Második pilóta    | Harmadik pilóta | Harmadik pilóta | Negyedik pilóta | Negyedik pilóta  |
| ------------------------------- | ----------- | --------------------- | -------------- | ----------------- | --------------- | --------------- | --------------- | ---------------- |
| Newman/Haas Racing              | 2           | Oriol Servià          | 06             | James Hinchcliffe |                 |                 |                 |                  |
| Team Penske                     | 3           | Hélio Castroneves     | 6              | Ryan Briscoe      | 12              | Will Power      |                 |                  |
| Panther Racing                  | 4           | J. R. Hildebrand      | 44             | Buddy Rice        |                 |                 |                 |                  |
| KV Racing Technology - Lotus    | 5           | Szató Takuma          | 59             | E.J. Viso         | 82              | Tony Kanaan     |                 |                  |
| Andretti Autosport              | 7           | Danica Patrick        | 26             | Marco Andretti    | 27              | Mike Conway     | 28              | Ryan Hunter-Reay |
| Target Chip Ganassi Racing      | 9           | Scott Dixon           | 10             | Dario Franchitti  | 38              | Graham Rahal    | 83              | Charlie Kimball  |
| A.J. Foyt Enterprises           | 14          | Vitor Meira           |                |                   |                 |                 |                 |                  |
| Sam Schmidt Motorsports         | 17          | Wade Cunningham       | 77             | Dan Wheldon       |                 |                 |                 |                  |
| Dale Coyne Racing               | 18          | James Jakes           | 19             | Alex Lloyd        |                 |                 |                 |                  |
| Dreyer & Reinbold Racing        | 22          | Townsend Bell         | 24             | Ana Beatriz       |                 |                 |                 |                  |
| Rahal Letterman Laningan Racing | 30          | Pippa Mann            |                |                   |                 |                 |                 |                  |
| Conquest Racing                 | 34          | Dillon Battistini (R) |                |                   |                 |                 |                 |                  |
| Sarah Fisher Racing             | 67          | Ed Carpenter          |                |                   |                 |                 |                 |                  |
| HVM Racing                      | 78          | Simona de Silvestro   |                |                   |                 |                 |                 |                  |
| HIVATALOS NEVEZÉSI LISTA        |             |                       |                |                   |                 |                 |                 |                  |

## Eredmények

### Időmérő
| Pozíció               | #  | Pilóta              | Csapat                          | Első kör | Második kör | Összesen   | Átl. seb. (MPH) |
| --------------------- | -- | ------------------- | ------------------------------- | -------- | ----------- | ---------- | --------------- |
| 1.                    | 12 | Will Power          | Team Penske                     | 24.2910  | 24.3038     | 00:48.5948 | 219.283         |
| 2.                    | 38 | Graham Rahal        | Chip Ganassi Racing             | 24.3874  | 24.4154     | 00:48.8028 | 218.348         |
| 3.                    | 06 | James Hinchcliffe   | Newman/Haas Racing              | 24.4068  | 24.4323     | 00:48.8391 | 218.186         |
| 4.                    | 67 | Ed Carpenter        | Sarah Fisher Racing             | 24.4352  | 24.4447     | 00:48.8799 | 218.004         |
| 5.                    | 4  | J. R. Hildebrand    | Panther Racing                  | 24.4397  | 24.4698     | 00:48.9095 | 217.872         |
| 6.                    | 26 | Marco Andretti      | Andretti Autosport              | 24.4708  | 24.4533     | 00:48.9241 | 217.807         |
| 7.                    | 9  | Scott Dixon         | Chip Ganassi Racing             | 24.4479  | 24.5021     | 00:48.9500 | 217.692         |
| 8.                    | 28 | Ryan Hunter-Reay    | Andretti Autosport              | 24.4876  | 24.4758     | 00:48.9634 | 217.632         |
| 9.                    | 2  | Oriol Servià        | Newman/Haas Racing              | 24.4826  | 24.5060     | 00:48.9886 | 217.520         |
| 10.                   | 83 | Charlie Kimball     | Chip Ganassi Racing             | 24.5073  | 24.5181     | 00:49.0254 | 217.357         |
| 11.                   | 10 | Dario Franchitti    | Chip Ganassi Racing             | 24.5192  | 24.5387     | 00:49.0579 | 217.213         |
| 12.                   | 27 | Mike Conway         | Andretti Autosport              | 24.5350  | 24.5460     | 00:49.0810 | 217.110         |
| 13.                   | 78 | Simona de Silvestro | HVM Racing                      | 24.5565  | 24.5668     | 00:49.1233 | 216.924         |
| 14.                   | 7  | Danica Patrick      | Andretti Autosport              | 24.5863  | 24.5722     | 00:49.1585 | 216.768         |
| 15.                   | 17 | Wade Cunningham     | Sam Schmidt Motorsports         | 24.5718  | 24.5878     | 00:49.1596 | 216.763         |
| 16.                   | 3  | Hélio Castroneves   | Team Penske                     | 24.5739  | 24.5929     | 00:49.1668 | 216.732         |
| 17.                   | 44 | Buddy Rice          | Panther Racing                  | 24.5804  | 24.5970     | 00:49.1774 | 216.685         |
| 18.                   | 6  | Ryan Briscoe        | Team Penske                     | 24.5889  | 24.5922     | 00:49.1811 | 216.669         |
| 19.                   | 82 | Tony Kanaan         | KV Racing Technology - Lotus    | 24.5943  | 24.6287     | 00:49.2230 | 216.484         |
| 20.                   | 24 | Ana Beatriz         | Dreyer & Reinbold Racing        | 24.6148  | 24.6219     | 00:49.2367 | 216.424         |
| 21.                   | 14 | Vitor Meira         | A. J. Foyt Enterprises          | 24.6335  | 24.6314     | 00:49.2649 | 216.300         |
| 22.                   | 5  | Szató Takuma        | KV Racing Technology - Lotus    | 24.6805  | 24.6857     | 00:49.3662 | 215.856         |
| 23.                   | 59 | E.J. Viso           | KV Racing Technology - Lotus    | 24.6938  | 24.6877     | 00:49.3815 | 215.789         |
| 24.                   | 19 | Alex Lloyd          | Dale Coyne Racing               | 24.7181  | 24.7061     | 00:49.4232 | 215.607         |
| 25.                   | 34 | Dillon Battistini   | Conquest Racing                 | 24.7087  | 24.7211     | 00:49.4298 | 215.578         |
| 26.                   | 22 | Townsend Bell       | Dreyer & Reinbold Racing        | 24.3789  | 24.0910     | 00:49.4699 | 215.404         |
| 27.                   | 18 | James Jakes         | Dale Coyne Racing               | 24.8714  | 24.8540     | 00:49.7254 | 214.297         |
| 28.                   | 77 | Dan Wheldon         | Sam Schmidt Motorsports         |          |             | Nincs idő  |                 |
| 29.                   | 30 | Pippa Mann          | Rahal Letterman Laningan Racing |          |             | Nincs idő  |                 |
| HIVATALOS VÉGEREDMÉNY |    |                     |                                 |          |             |            |                 |

## Rajtfelállás
| Rajtsor | Belső ív | Belső ív            | Külső ív | Külső ív          |
| ------- | -------- | ------------------- | -------- | ----------------- |
| 1       | 12       | Will Power          | 38       | Graham Rahal      |
| 2       | 06       | James Hinchcliffe   | 67       | Ed Carpenter      |
| 3       | 4        | J. R. Hildebrand    | 26       | Marco Andretti    |
| 4       | 9        | Scott Dixon         | 28       | Ryan Hunter-Reay  |
| 5       | 2        | Oriol Servià        | 83       | Charlie Kimball   |
| 6       | 10       | Dario Franchitti    | 27       | Mike Conway       |
| 7       | 78       | Simona de Silvestro | 7        | Danica Patrick    |
| 8       | 17       | Wade Cunningham     | 3        | Hélio Castroneves |
| 9       | 44       | Buddy Rice          | 6        | Ryan Briscoe      |
| 10      | 82       | Tony Kanaan         | 24       | Ana Beatriz       |
| 11      | 14       | Vitor Meira         | 5        | Szató Takuma      |
| 12      | 59       | E.J. Viso           | 19       | Alex Lloyd        |
| 13      | 34       | Dillon Battistini   | 22       | Townsend Bell     |
| 14      | 18       | James Jakes         | 77       | Dan Wheldon       |
| 15      | 30       | Pippa Mann          |          |                   |

### Verseny
| Pozíció               | #  | Pilóta              | Csapat                          | Futott kör | Idő/Kiesés oka | Rajthely | Élen töltött körök száma | Pont |
| --------------------- | -- | ------------------- | ------------------------------- | ---------- | -------------- | -------- | ------------------------ | ---- |
| 1.                    | 67 | Ed Carpenter        | Sarah Fisher Racing             | 200        | 1:42:02.7825   | 4        | 8                        | 50   |
| 2.                    | 10 | Dario Franchitti    | Chip Ganassi Racing             | 200        | +0.0098        | 11       | 143                      | 42   |
| 3.                    | 9  | Scott Dixon         | Chip Ganassi Racing             | 200        | +0.1048        | 7        | 0                        | 35   |
| 4.                    | 06 | James Hinchcliffe   | Newman/Haas Racing              | 200        | +0.3007        | 3        | 0                        | 32   |
| 5.                    | 28 | Ryan Hunter-Reay    | Andretti Autosport              | 200        | +0.4040        | 8        | 0                        | 30   |
| 6.                    | 2  | Oriol Servià        | Newman/Haas Racing              | 200        | +0.6806        | 9        | 0                        | 28   |
| 7.                    | 17 | Wade Cunningham     | Sam Schmidt Motorsports         | 200        | +0.7020        | 15       | 0                        | 26   |
| 8.                    | 6  | Ryan Briscoe        | Team Penske                     | 200        | +0.7895        | 18       | 0                        | 24   |
| 9.                    | 44 | Buddy Rice          | Panther Racing                  | 200        | +1.0015        | 17       | 0                        | 22   |
| 10.                   | 7  | Danica Patrick      | Andretti Autosport              | 200        | +1.0076        | 14       | 0                        | 20   |
| 11.                   | 22 | Townsend Bell       | Dreyer & Reinbold Racing        | 200        | +1.1767        | 26       | 0                        | 19   |
| 12.                   | 38 | Graham Rahal        | Chip Ganassi Racing             | 200        | +1.2320        | 2        | 0                        | 18   |
| 13.                   | 83 | Charlie Kimball     | Chip Ganassi Racing             | 200        | +1.7795        | 10       | 0                        | 17   |
| 14.                   | 77 | Dan Wheldon         | Sam Schmidt Motorsports         | 200        | +2.0668        | 28       | 0                        | 16   |
| 15.                   | 5  | Szató Takuma        | KV Racing Technology - Lotus    | 200        | +2.1166        | 22       | 0                        | 15   |
| 16.                   | 14 | Vitor Meira         | A.J. Foyt Enterprises           | 200        | +2.4294        | 21       | 0                        | 14   |
| 17.                   | 82 | Tony Kanaan         | KV Racing Technology - Lotus    | 200        | +3.0101        | 19       | 0                        | 13   |
| 18.                   | 27 | Mike Conway         | Andretti Autosport              | 200        | +3.4607        | 12       | 0                        | 12   |
| 19.                   | 12 | Will Power          | Team Penske                     | 200        | +6.4970        | 1        | 48                       | 13   |
| 20.                   | 4  | J. R. Hildebrand    | Panther Racing                  | 199        | +1 Kör         | 5        | 1                        | 12   |
| 21.                   | 18 | James Jakes         | Dale Coyne Racing               | 198        | +2 Kör         | 27       | 0                        | 12   |
| 22.                   | 30 | Pippa Mann          | Rahal Letterman Laningan Racing | 197        | +3 Kör         | 29       | 0                        | 12   |
| 23.                   | 59 | E.J. Viso           | KV Racing Technology - Lotus    | 192        | +8 Kör         | 23       | 0                        | 12   |
| 24.                   | 24 | Ana Beatriz         | Dreyer & Reinbold Racing        | 165        | Baleset        | 20       | 0                        | 12   |
| 25.                   | 78 | Simona de Silvestro | HVM Racing                      | 141        | Kuplung        | 13       | 0                        | 10   |
| 26.                   | 19 | Alex Lloyd          | Dale Coyne Racing               | 140        | Baleset        | 24       | 0                        | 10   |
| 27.                   | 26 | Marco Andretti      | Andretti Autosport              | 140        | Baleset        | 6        | 0                        | 10   |
| 28.                   | 34 | Dillon Battistini   | Conquest Racing                 | 124        | Rosszullét     | 25       | 0                        | 10   |
| 29.                   | 3  | Hélio Castroneves   | Team Penske                     | 34         | Vízszivárgás   | 16       | 0                        | 10   |
| HIVATALOS VÉGEREDMÉNY |    |                     |                                 |            |                |          |                          |      |

### Verseny statisztikák
A verseny alatt 8-szor változott az élen álló személye 4 versenyző között.
| Változás az élen | Változás az élen |
| Kör              | Élen             |
| ---------------- | ---------------- |
| 49               | J. R. Hildebrand |
| 50-187           | Dario Franchitti |
| 188              | Ed Carpenter     |
| 189-190          | Dario Franchitti |
| 191-192          | Ed Carpenter     |
| 193-195          | Dario Franchitti |
| 196-200          | Ed Carpenter     |

| Élen töltött körök száma | Élen töltött körök száma |
| Körök                    | Versenyző                |
| ------------------------ | ------------------------ |
| 143                      | Dario Franchitti         |
| 48                       | Will Power               |
| 8                        | Ed Carpenter             |
| 1                        | J. R. Hildebrand         |

| Sárga zászlók: 3 alkalommal összesen 32 körön át | Sárga zászlók: 3 alkalommal összesen 32 körön át |
| Körök                                            | Ok                                               |
| ------------------------------------------------ | ------------------------------------------------ |
| 80-91                                            | Törmelék a hátsó egyenesben                      |
| 138-145                                          | #78-as autó balesete a pit-ben                   |
| 166-177                                          | #24-es autó balesete a 3-as kanyarban            |

## Bajnokság állása a verseny után
Pilóták bajnoki állása
| Pozíció | Pilóta           | Pontok |
| ------- | ---------------- | ------ |
| 1       | Dario Franchitti | 573    |
| 2       | Will Power       | 555    |
| 3       | Scott Dixon      | 518    |
| 4       | Oriol Servià     | 425    |
| 5       | Tony Kanaan      | 366    |